# MAS синдром
Синдром на Адам-Сток (синоними: Gerbezius-Morgagni-Adams–Stokes syndrome и Gerbec-Morgagni-Adams–Stokes syndrome) се отнася до внезапен, транзиторен епизод на синкоп, който понякога включва и гърч. Кръстен е на двама ирландски лекари – Robert Adams (1791–1875) и William Stokes (1804–1877). Първото описание на синдрома е публикувано през 1717 г. от лекаря  със словенски произход -  Marko Gerbec, който 44 години след публикацията си е цитиран от Giovanni Battista Morgagni.

## Признаци и симптоми
Преди атаката, пациентът може да побледнее, сърцето да направи временна пауза и да последва колапс. Нормално периодът на безсъзнание е около 30 секунди, а гърчове могат да се получат след  15 – 20 секунди. Дишането обикновено е запазено по времето на атаката. Така при възстановяването на сърцебиенето, пациентът става зачервен, поради дилатация на съдовете (провокирана от хипоксията) и от нахлуване на оксигенирана кръв от белодробното кръвообращение в системното.
Припадъците не зависят от позицията на човек. Ако се появят по време на сън, единственият симптом може да бъде чувство на горещина и зачервяване при разбуждане. 

## Причини
Припадъците са причинени от липса на ефективен ударен обем поради антимоново отравяне, сърдечна асистолия, сърдечен блок, болестта на Лев или камерно мъждене. При неефективен ударен обем не се осъществява кръвооросяване на мозъка, което е пряката причина за припадъка.

## Диагноза
Диагнозата може да се постави при съответната анамнеза. Бледност преди атаката и зачервяване след нея е особено характерно. На ЕКГ – асистолия, атриовентрикуларен блок, камерно мъждене по време на атаката. 

## Лечение
- Начално лечение с медикаментите: изопреналин и епинефрин (adrenaline).

- Дефинитивно лечение: имплантиране на пейсмейкър

## Прогноза
Ако не се диагностицира или лекува, МАС-синдромът има  50% смъртност до годината от първия епизод. Прогноза при последващо лечение е много добра.